# Liste der Gerechten unter den Völkern aus Schweden

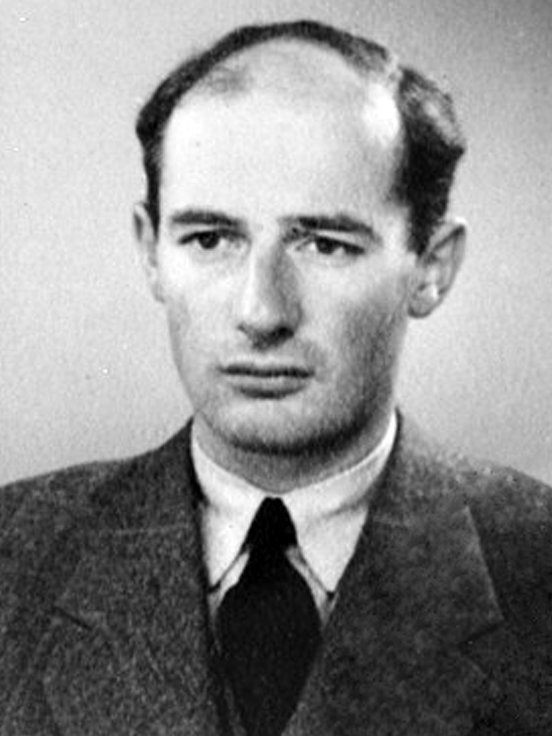
Raoul Wallenberg, der bekannteste "Gerechte unter den Völkern" aus Schweden

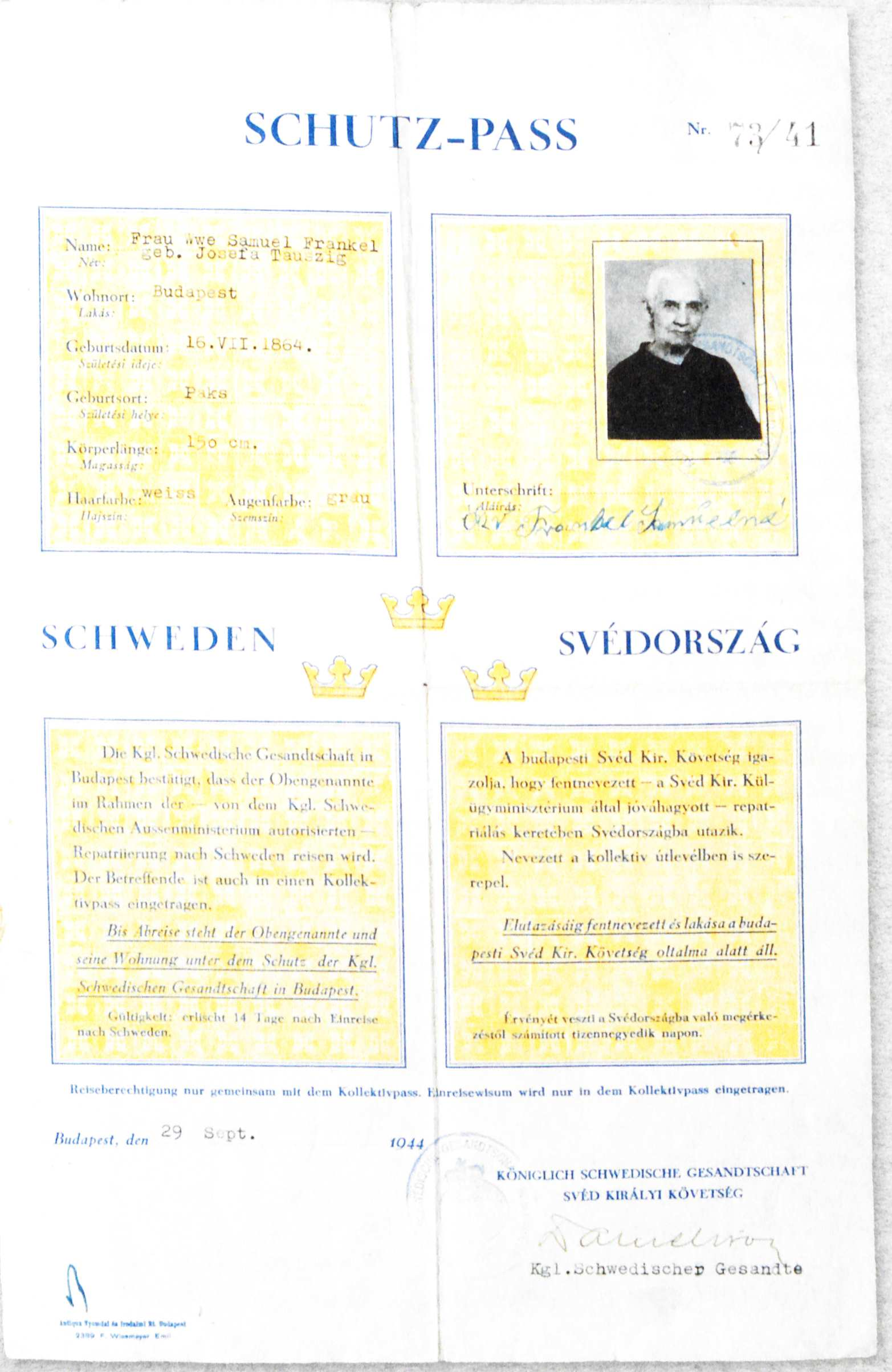
Schutzpass ausgestellt von Ivan Danielsson, 29. September 1944

Die Liste der Gerechten unter den Völkern aus Schweden führt in alphabetischer Reihenfolge diejenigen Schweden und Schwedinnen auf, die von der Gedenkstätte Yad Vashem mit dem Titel Gerechter unter den Völkern geehrt wurden.

## Hintergrund
Dieser Titel wird an nichtjüdische Einzelpersonen verliehen, die unter nationalsozialistischer Herrschaft während des Zweiten Weltkriegs ihr Leben einsetzten, um Juden vor der Ermordung zu retten. 
Zehn Schweden erhielten bisher den Titel Gerechter unter den Völkern.

## Liste
Die Liste ist alphabetisch nach Nachnamen geordnet. Hinter dem Namen ist jeweils das Geburtsdatum, das Sterbedatum, der Ort der Rettung, der Grund der Ehrung und das Jahr der Ehrung angegeben.
| Name                  | Geboren            | Gestorben     | Ort      | Grund der Ehrung | Jahr |
| --------------------- | ------------------ | ------------- | -------- | --- | ---- |
| Per Anger             | 7. Dez. 1913       | 26. Aug. 2002 | Budapest | Mitarbeiter von Raoul Wallenberg bei der Rettung ungarischer Juden. | 1980 |
| Lars Berg             |                    |               | Budapest | Mitarbeiter von Raoul Wallenberg bei der Rettung ungarischer Juden. | 1982 |
| Carl Ivan Danielsson  |                    |               | Budapest | Mitarbeiter von Raoul Wallenberg bei der Rettung ungarischer Juden. | 1982 |
| Elisabetha Hesselblad | 4. Juni 1870       | 24. Apr. 1957 | Rom      | Die Schwedin Mutter Elisabetta Maria, mit bürgerlichem Namen, Elisabetha Hesselblad, war Oberin in einem Kloster des Ordens des Allerheiligsten Erlösers auf der Piazza Farnese in Rom. In diesem von ihr gegründeten Kloster bot sie zwölf Mitgliedern der jüdischen Familie Piperno-Sed von Dezember 1943 bis zum 4. Juni 1944, als Rom befreit wurde, Zuflucht. | 2004 |
| Elow Kihlgren         |                    | 1974          | Genua    | Elow Kihlgren war Ende 1943 schwedischer Konsul in Genua. Er organisierte für die jüdischen Familien Engelmann und Spiegel (insgesamt 7 Personen) verschiedene Verstecke in Genua und organisierte und bezahlte ihre Flucht in die Schweiz. | 1965 |
| Nina Langlet          |                    |               | Budapest | Valdemar Langlet, ein Dozent für schwedische Sprache an der Universität Budapest und unbezahlter Kulturattaché der schwedischen Botschaft und seine Frau Nina Langlet lebten 1944 in Budapest. Nach der Besetzung Ungarns durch Deutschland im März 1944 und der Installation der Kollaborationsregierung unter Döme Sztójay waren sich die Langlets der sich daraus ergebenen Gefahren für die jüdische Bevölkerung bewusst. Unter der Flagge des Schwedischen Roten Kreuzes (Svenska Röda Korset) konnten sie vielen Hunderten Juden helfen, indem sie Schutzpässe für diese ausstellten. Andere ungarische Juden versteckten sie in ihrem Haus. Nina Langlet gelang es außerdem die Kinder im jüdischen Waisenhaus von Budapest zu retten. | 1965 |
| Valdemar Langlet      |                    |               | Budapest | Valdemar Langlet, ein Dozent für schwedische Sprache an der Universität Budapest und unbezahlter Kulturattaché der schwedischen Botschaft und seine Frau Nina Langlet lebten 1944 in Budapest. Nach der Besetzung Ungarns durch Deutschland im März 1944 und der Installation der Kollaborationsregierung unter Döme Sztójay waren sich die Langlets der sich daraus ergebenen Gefahren für die jüdische Bevölkerung bewusst. Unter der Flagge des Schwedischen Roten Kreuzes (Svenska Röda Korset) konnten sie vielen Hunderten Juden helfen, indem sie Schutzpässe für diese ausstellten. Andere ungarische Juden versteckten sie in ihrem Haus. Nina Langlet gelang es außerdem die Kinder im jüdischen Waisenhaus von Budapest zu retten. | 1965 |
| Erik Myrgren          | 2. Jan. 1914       | 20. Okt. 1996 | Berlin   | Als Pastor der Schwedischen Kirche in Berlin half er vielen Juden beim Untertauchen und der Flucht nach Schweden. | 1986 |
| Erik Perwe            | 19051. Januar 1905 | 29. Nov. 1944 | Berlin   | Als Pastor der Schwedischen Kirche in Berlin half er vielen Juden beim Untertauchen und der Flucht nach Schweden. | 2006 |
| Raoul Wallenberg      | 4. Aug. 1912       | 1947          | Budapest | Ging 1944 als schwedischer Gesandtschaftssekretär mit einer Namensliste von 800 Juden mit Bezügen zu Schweden nach Budapest, um diese Menschen vor dem Holocaust zu retten. Dort verteilte er schwedische Schutzpässe in großer Zahl, die ihre Träger als schwedische Staatsbürger auswiesen, die ihre Repatriierung erwarteten. Mit Geld des US-amerikanischen War Refugee Board mietete er für etwa 10 000 noch lebende Juden Budapests 32 Gebäude an, die er für extraterritorial erklärte. Seine Schutzpässe verteilte er unter Einsatz seines Lebens eigenhändig unter Menschen, die bereits im Zug nach Auschwitz saßen. In den letzten Tagen vor dem Einmarsch der Roten Armee verhinderte einer seiner Leute durch Verhandlungen mit dem letzten deutschen General in Budapest den Plan ungarischer Pfeilkreuzler, das Budapester Ghetto mit tausenden Juden in die Luft zu sprengen. | 2006 |